# Luperina lunato-strigata
Luperina lunato-strigata là một loài bướm đêm trong họ Noctuidae.